# 294 Felicia
294 Felicia eller 1926 AG är en asteroid i huvudbältet, som upptäcktes den 15 juli 1890 av den franske astronomen Auguste Charlois. Varför den namngavs till Felicia är inte känt.
Felicias senaste periheliepassage skedde den 7 november 2018.[Uppdatering behövs] Dess rotationstid har beräknats till 10,43 timmar.